# Молодёжный центр Государственного Эрмитажа
Молодёжный образовательный центр Государственного Эрмитажа — новое музейное пространство, где создаются и осуществляются экспериментальные образовательные и культурные программы для студентов Санкт-Петербурга, других городов России и стран зарубежья. В рамках этих программ проходят циклы лекций по истории и теории искусства, проводятся круглые столы, международные конференции, встречи с известными деятелями культуры и искусства, мастер-классы художников, показы студенческих работ.

## История создания
Началом деятельности Молодёжного центра стало создание Студенческого клуба. Приказ об учреждении Студенческого клуба «Эрмитаж» при научно-просветительном отделе Государственного Эрмитажа был подписан генеральным директором М. Б. Пиотровским 14 ноября 2000 года. Куратором центра с его основания стала ведущий научный сотрудник Государственного Эрмитажа София Владимировна Кудрявцева.
С 2011 года Молодёжный центр занимает помещения в Восточном крыле Главного штаба.

## Основные направления деятельности

### Секции Студенческого клуба «Эрмитаж»

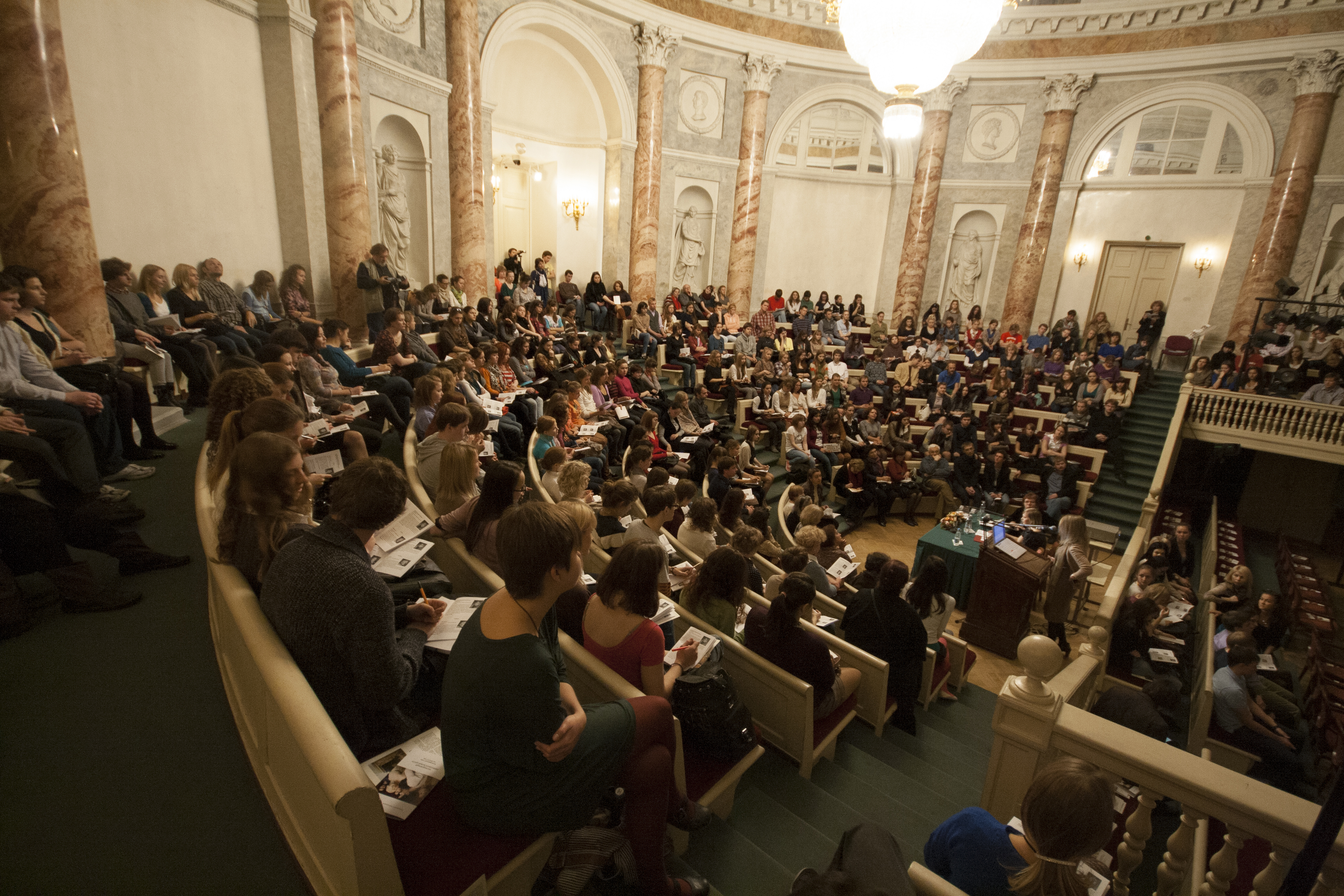
День Студента в Эрмитажном театре

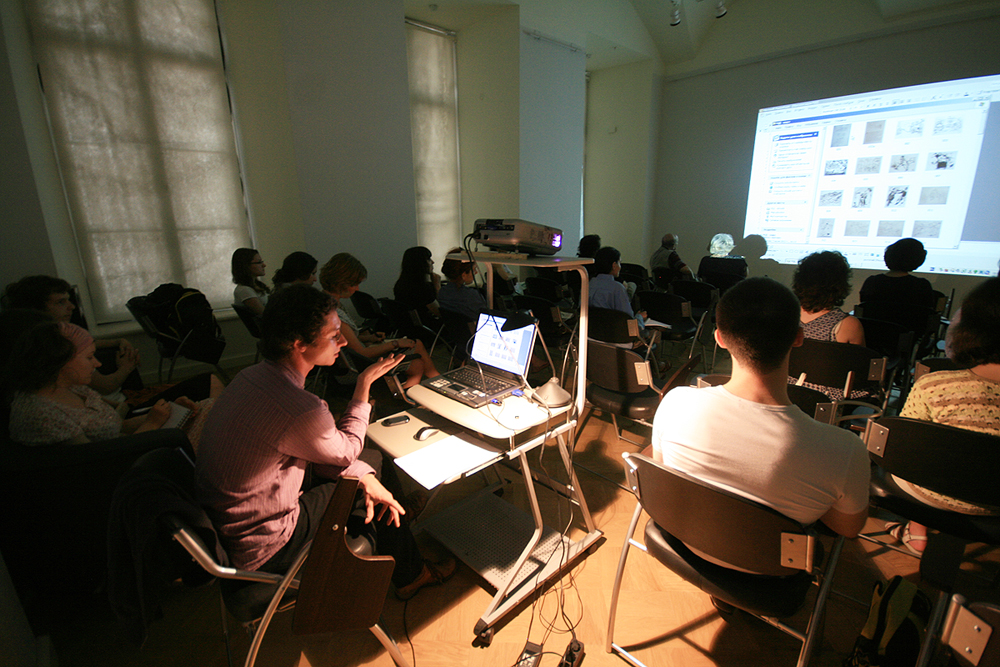
Занятие М. Балана. Французский клуб

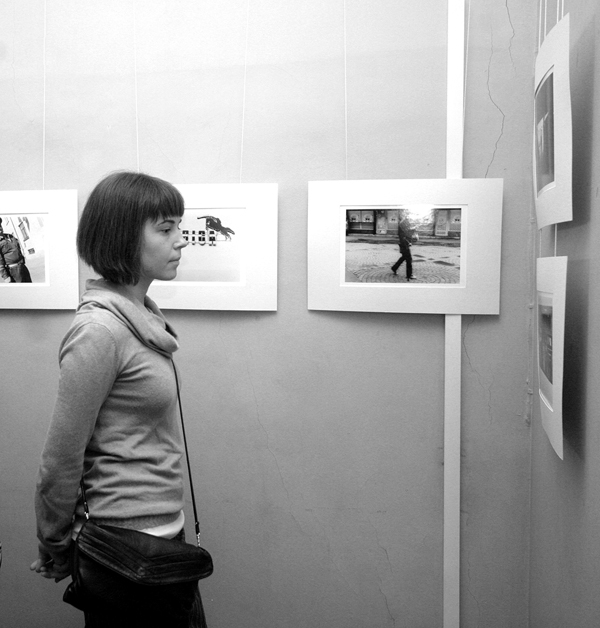
Секция Творческая фотография. Студенческая выставка

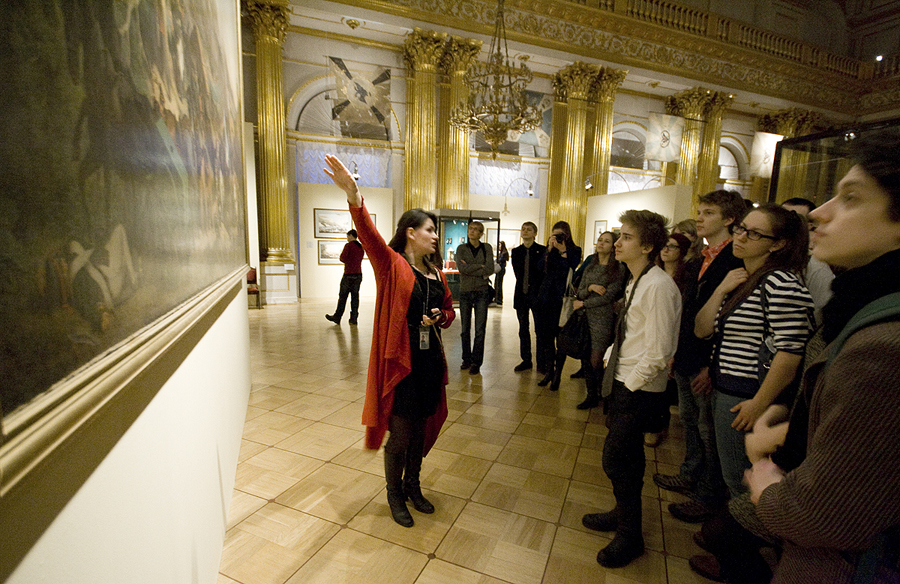
Специальная программа для членов Студенческого клуба «Зимний вечер в Зимнем дворце»

Ядро клуба составляют тематические секции, которыми руководят сотрудники Эрмитажа. Членами клуба могут стать студенты и аспиранты ВУЗов Санкт-Петербурга и Ленинградской области, а также учащиеся старших курсов колледжей. Выбор секций зависит исключительно от личных наклонностей и интересов. Образовательный сезон в Студенческом клубе начинается в первое воскресенье октября, в этот день в Эрмитажном театре проходит праздник — «День студента».
В сезоне 2013/2014 будет открыта запись в следующие секции:
- Азбука искусства

Цикл лекций по истории и теории мирового искусства. Расширенная часть проекта составлена по историческому принципу развития мирового искусства — от древнейшего периода до нашего времени.
- Вехи

Вехи в истории искусства — это «почти всеобщая история искусства». Произведения различных эпох — античности, средних веков, Возрождения, XX века, так не похожие на первый взгляд, имеют много общего. Найти эти общие черты — цель занятий секции.
- Восток

В лекциях, занятиях на экспозициях Эрмитажа, встречах со специалистами, творческих программах анализируются особенности культур Ближнего и Дальнего Востока: Индии, Ирана, Китая, Японии и других регионов.
- Средние века

Цель программы — знакомство с феноменом средневековой культуры Западной Европы и Византии.
- Христианское искусство. Образы и сюжеты

Программа посвящена рождению, становлению и развитию искусства христианского мира от истоков до XIX века.
- Жанры живописи

Программа занятий посвящена особым возможностям живописи, специфике её выразительных средств.
- Художник и Поэт. Диалоги

Особенность программы — выявление глубинных связей между изобразительным искусством и поэтическим словом.
- 4D / Пространственные искусства

Основной предмет изучения — пространственные искусства (архитектура, ландшафтная архитектура, ленд-арт, медиа-арт).
- Современное и актуальное искусство XX—XXI вв. Истоки

Программа ориентирована на знакомство с истоками и развитием важнейших направлений в современном искусстве Западной Европы и России.
- Актуальные художественные процессы

Занятия в секции направлены на обсуждение теоретических основ актуальных проблем современного искусства на примере наиболее значимых событий международного арт-сообщества.
- Итальянский клуб

Программа включает в себя несколько разделов: "История итальянского искусства — «Античный цикл», "Античность в искусстве Европы и России (живопись, музыка, литература, архитектура) ", «Города и музеи Италии», «Итальянское кино».
- Немецкий клуб

Секция знакомит с искусством, историей и культурой стран и народов, говорящих на немецком языке. Прежде всего, это Германия и Австрия.
- Французский клуб

XIX—XX вв. Задача секции — осмысление искусства Франции периода его расцвета, когда столица страны Париж становится одним из главных центров мирового искусства.
- Английский клуб

Секция знакомит с особенностями английского искусства на примере коллекции Эрмитажа.
- Петербургский клуб

Курс разбит на три части: 1) начальный этап формирования Петербурга; 2) Знакомство с памятниками архитектуры центра города изнутри; 3) Дворцовая площадь и окрестности, как градообразующий центр.
- Художественная мастерская

Курс рисунка, живописи и декоративной композиции состоит из практических занятий в мастерской и специализированных теоретических экскурсий по технике изобразительного искусства на экспозициях Эрмитажа.
- Творческая фотография

На занятиях студенты могут овладеть основными навыками получения фотографических изображений, развить свои творческие способности и применить их в специальных программах Молодёжного центра, посвящённых фотоискусству.
- Кинообразование

Программа по истории мирового кинематографа, включающая в себя циклы по национальном школам и авторскому кино.
- Эрмитаж для ума и сердца

Программа разработана для молодёжи Ямало-Ненецкого автономного округа, обучающейся в Санкт-Петербурге. Занятия включают в себя лекции об истории города и коллекциях Эрмитажа, экскурсии по другим музеям города и пригородам Петербурга.
- Эрмитаж и его история. К 250-летию Государственного Эрмитажа

Программа знакомит студентов с различными сторонами жизни всемирно известного музея — начиная с его основания до событий сегодняшнего дня.
- Цифровой практикум

В задачи практикума входит создать и закрепить базовый и общий уровень технических знаний и навыков для уверенной работы с большинством медиатехнологий.

### Образовательные программы

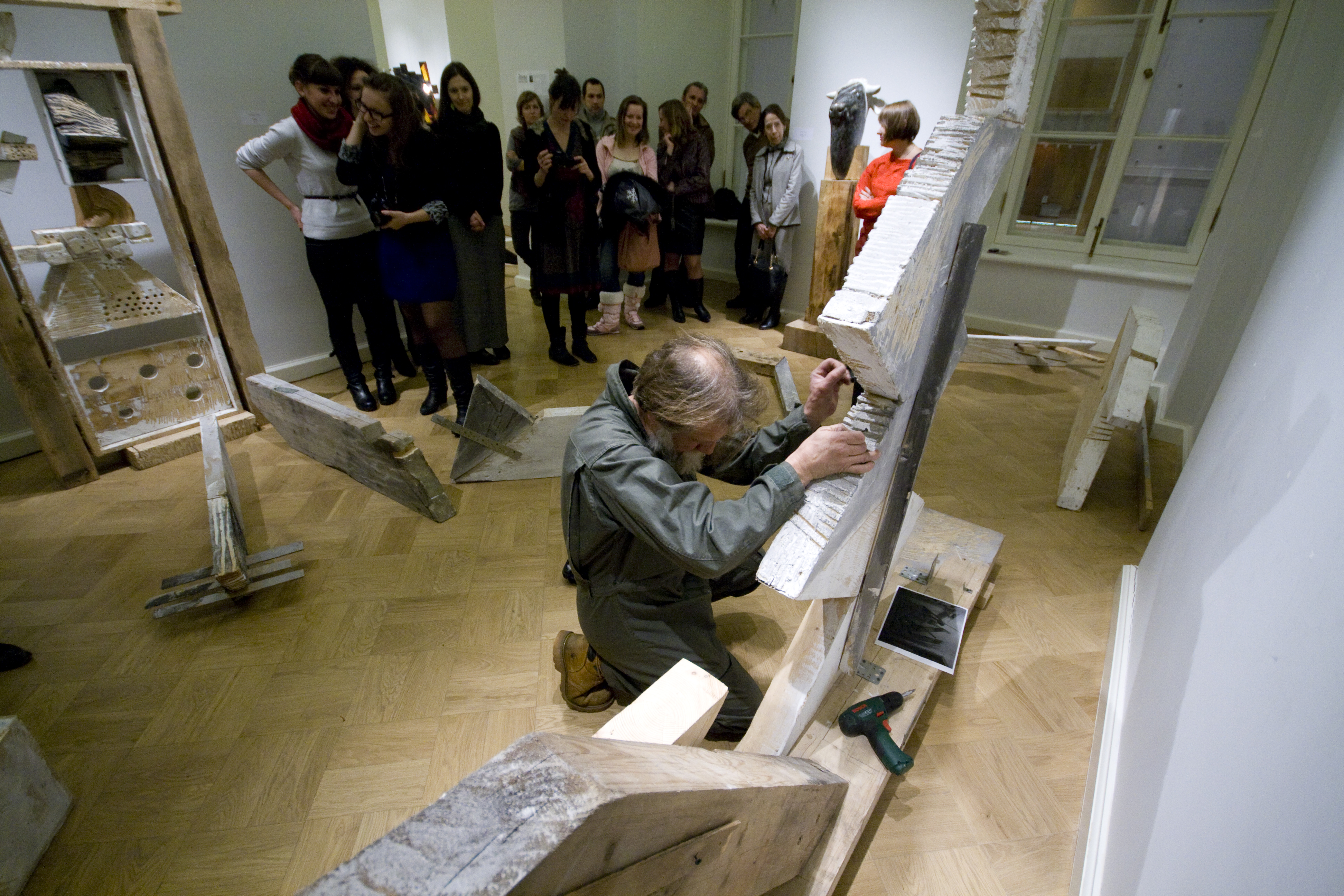
Александр Позин. Проект «Дрова и изящные искусства»

#### «Актуальное искусство»
Программа включает мастер-классы и творческие показы известных художников, встречи с кураторами международных арт-проектов, круглые столы по актуальным проблемам современного искусства, циклы лекций по современному искусству, дискуссии и семинары. В программе также участвуют представители специализированных кафедр ВУЗов Санкт-Петербурга (кафедра музейного дела СПбГУ, РГПУ им. А. И. Герцена, Институт живописи, скульптуры и архитектуры им. И. Е. Репина, Санкт-Петербургская государственная художественно-промышленная академия имени А. Л. Штиглица и др.)
Последние крупные проекты:
- Ольга Юргенсон, «Фёдоров в Отпуске», 13.03 — 17.03. 2013
- «Простые правила», 23.01 — 27.01.2013
- Александр Позин, Марина Спивак, «Дрова и изящные искусства», 5.12. — 9.12.12
- Киберфест-2012, 23.11 — 28.11.2012[5]
- Мультимедиа проект «Хранитель времени/Time keeper», 29.05 — 3.06.2012[6]
- Марина Колдобская, «Охота и собирательство», 21.02 — 26.02.2012[7]

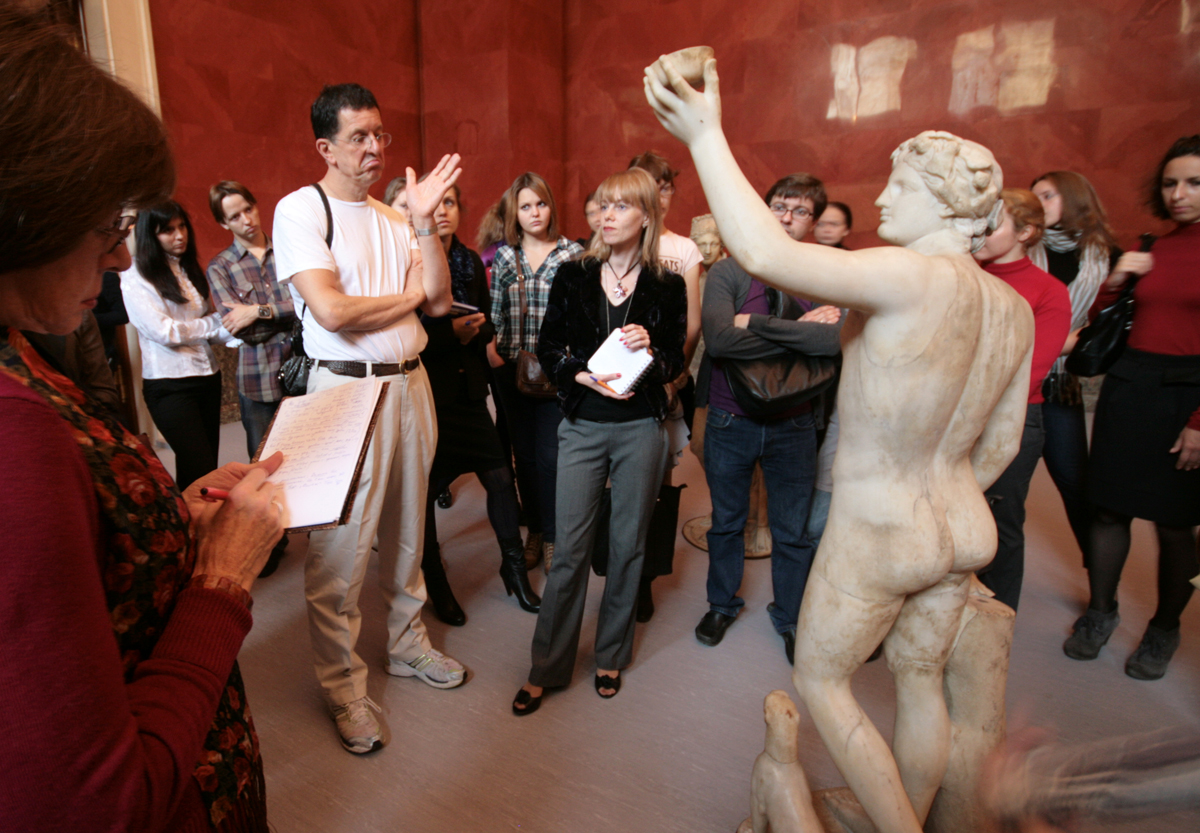
Встреча Энтони Гормли со студентами на выставке

#### Образовательные программы в рамках проекта «Эрмитаж 20/21»
К выставкам современного искусства в Эрмитаже Молодёжный образовательный центр готовит встречи с кураторами, циклы лекций, мастер-классы художников.
Последние крупные образовательные программы:

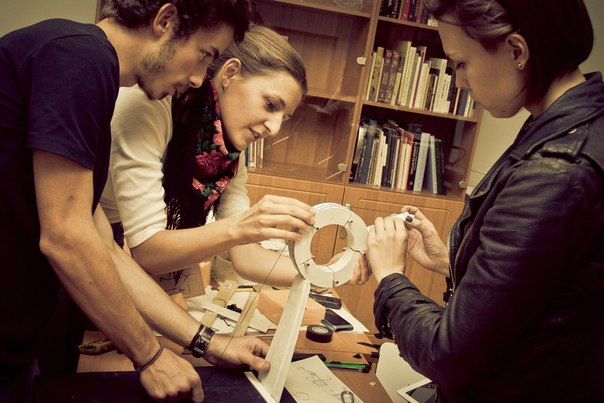
Работа студенческой фокус-группы по мотивам выставки Сантьяго Калатравы

- Образовательная программа к выставке «Джейк и Динос Чепмены: Конец веселья»
- Образовательная программа к выставке «Сантьяго Калатрава. В поисках движения»
- Образовательная программа к выставке «Энтони Гормли. Во весь рост. Античная и современная скульптура»
- Образовательная программа к выставке «Анни Лейбовиц. Жизнь фотографа: 1990—2005»
- Образовательная программа к выставке «Генри Мур в Эрмитаже: Скульптура и рисунки»

#### Лекции

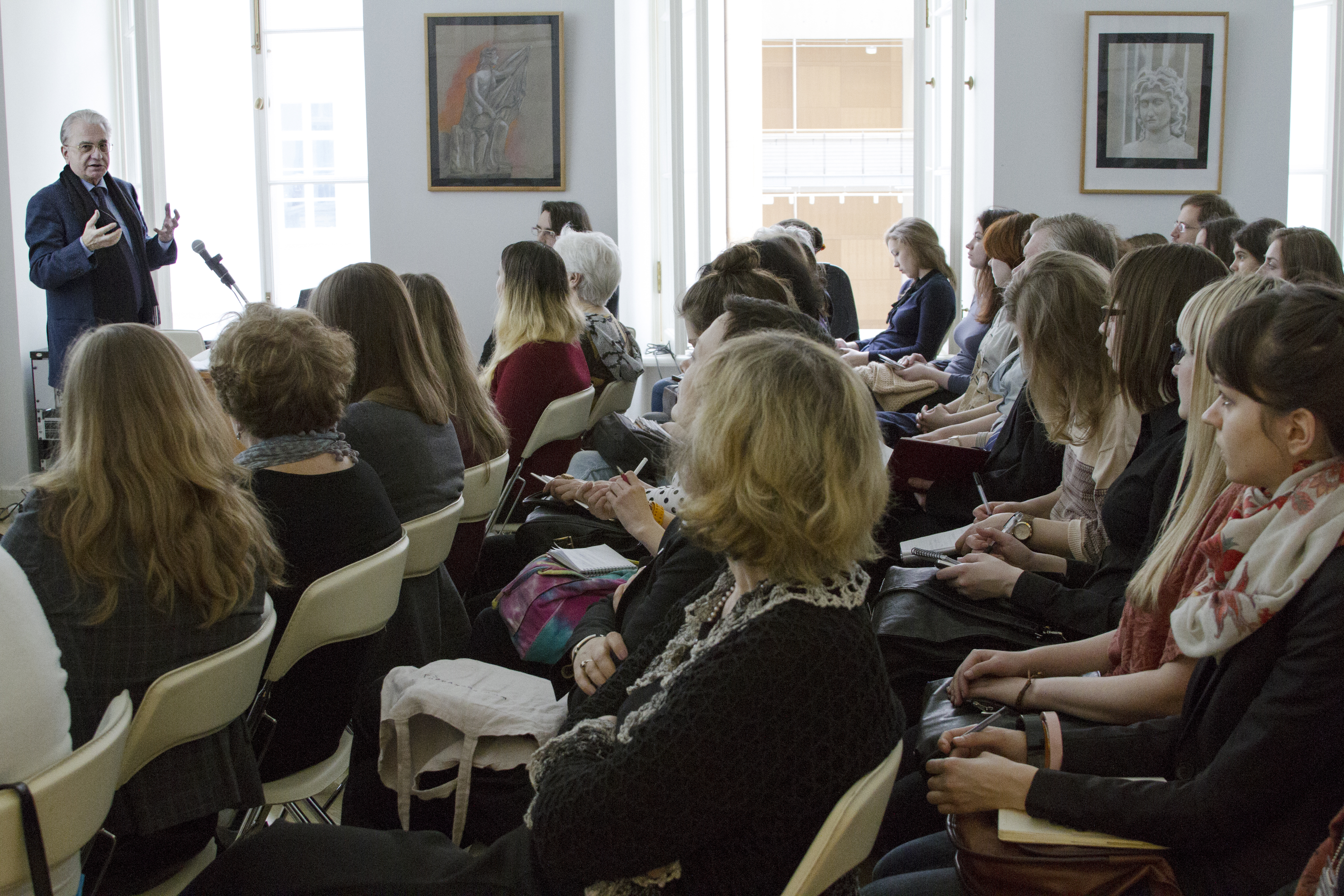
Лекция М. Б. Пиотровского в Молодёжном центре

В Молодёжном центре регулярно проходят лекции, посвящённые истории искусства, а также актуальным процессам современного искусства. В течение образовательного сезона действуют регулярные циклы лекций, и проходят встречи со специальными гостями центра.
Последние прошедшие циклы лекций:
- Азбука искусства, 20.03.13 — 29.05.13
- Арт-объект в арт-пространстве, 16.10.12 — 26.03.13
- «40 недель женского искусства», 6.09.11 — 5.06.12

Последние прошедшие встречи:
- Яэль Балабан, «Процесс творчества, и откуда берутся музы», 15.06.13
- Томас Вернер, «Fashion-фотография», 6.06.13
- Алексей Лепорк, «Хэмблинг — Бриттен — Рембрандт», 28.05.13
- Михаил Пиотровский, «Острые углы международной музейной политики: жизнь и смерть музея», 27.04.13
- Дэвид Эллиот[англ.], «Искусство как вирус», 25.01.13
- Жанетта Реболд Бентон «Экстремальная архитектура. Устремления и реализация радикальных идей», 21.11.12
- Джейк и Динос Чепмены, 19.10.12
- Сантьяго Калатрава, 28.05.12

#### «Арт-семестр в Эрмитаже»
Молодёжный центр работает не только с петербургскими студентами. Для студентов творческих ВУЗов зарубежья осуществляются образовательные программы длительностью от 1 до 6 недель. В программу входят экскурсии по Санкт-Петербургу, рисовальные классы, посещение музеев, загородных резиденций, мастерских современных художников, экскурсии в другие города региона, встречи со студентами петербургских ВУЗов. Особое место занимает изучение коллекций Эрмитажа, включающее занятия на выставках, встречи с кураторами выставок, посещение фондов.
Разработана специальная образовательная программа для специалистов в области музейного образования, приезжающих на семинары и конференции из других городов России, Европы и США.
Существуют проекты, направленные на изучение и популяризацию искусства XX века и современного искусства — от авангардных течений начала столетия до актуальных арт-проектов первых лет третьего тысячелетия.

#### «Музей и музейщики»

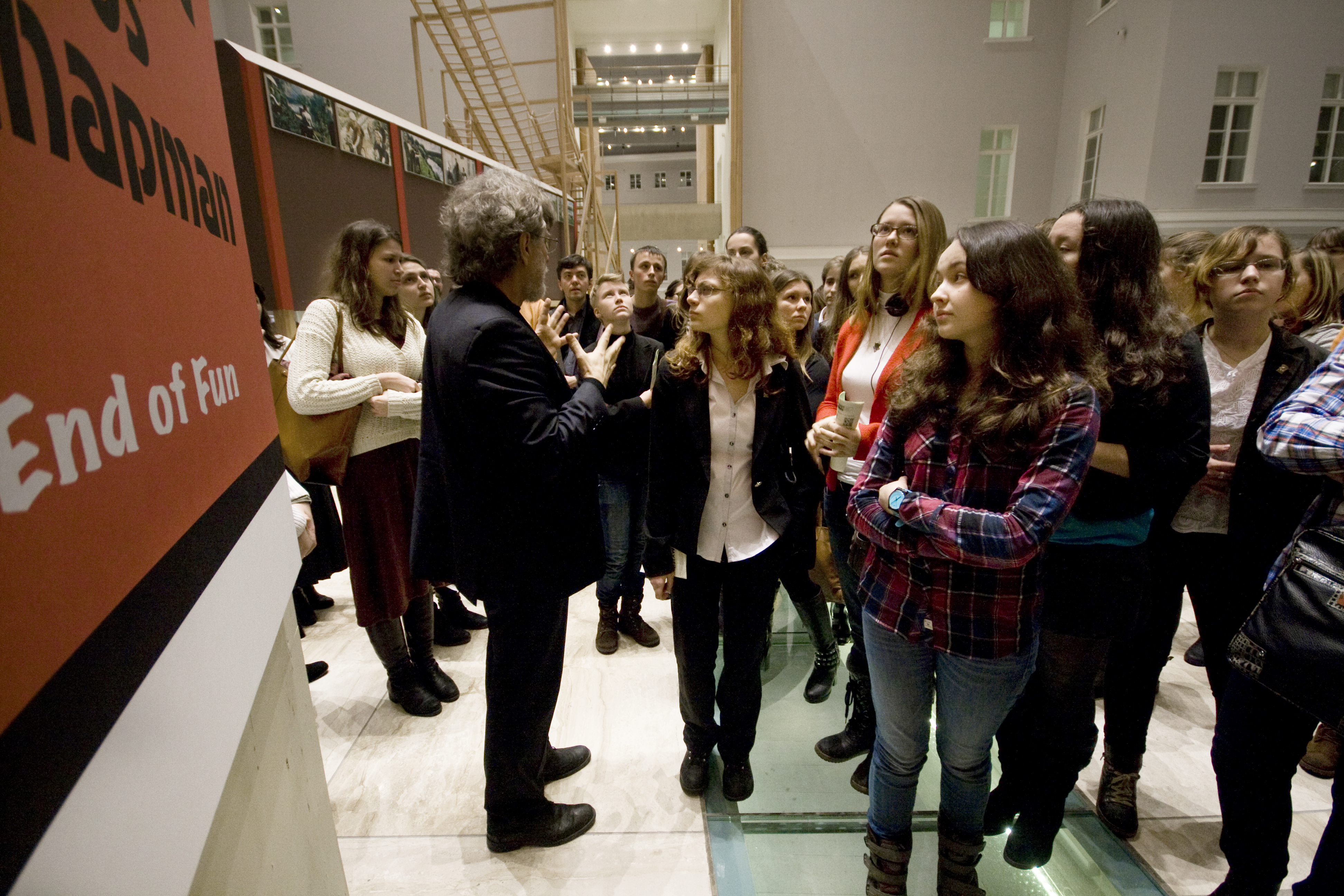
Архитектор Олег Явейн на встрече с участниками программы «Музей и музейщики»

1 февраля 2013 года в Молодёжном центре стартовала новая уникальная образовательная программа «Музей и музейщики», инициированная на кафедре «Музейное дело и охрана памятников» философского факультета СПбГУ и одобренная М. Б. Пиотровским. Программа рассчитана на школьников 9-11 классов. Её главная цель — заинтересовать выпускников школ профессией музейного работника, показать, что такое современный музей, как он работает, чем занимаются его сотрудники. В течение учебного года школьники встречаются с директором, хранителями, реставраторами, кураторами, знакомятся с работой различных отделов Эрмитажа, участвуют в интерактивных программах музея.

### Культурные программы
Молодёжный образовательный центр осуществляет разнообразные культурные программы: международные фестивали, посвящённые истории и традициям разных стран и народов, встречи с деятелями культуры и искусства и другие.

#### «Знакомьтесь, Ямал!»
Программа «Знакомьтесь, Ямал!» была разработана и осуществляется сотрудниками Молодёжного центра совместно с представителями Ямало-Ненецкого землячества, членами Студенческого клуба. Она включает, в частности, выставку предметов прикладного искусства, мастер-классы, фольклорный концерты, показы документальных фильмов.

#### «Фестиваль мировой культуры в Молодёжном образовательном центре»
В дни проведения программы студенты Санкт-Петербурга могут познакомиться с культурой, историей, искусством и традициями народов мира. Ощущение погруженности в атмосферу национального колорита создается благодаря встречам, видеопоказам и мастер-классам.

#### Фотопроект «Интерпретация»

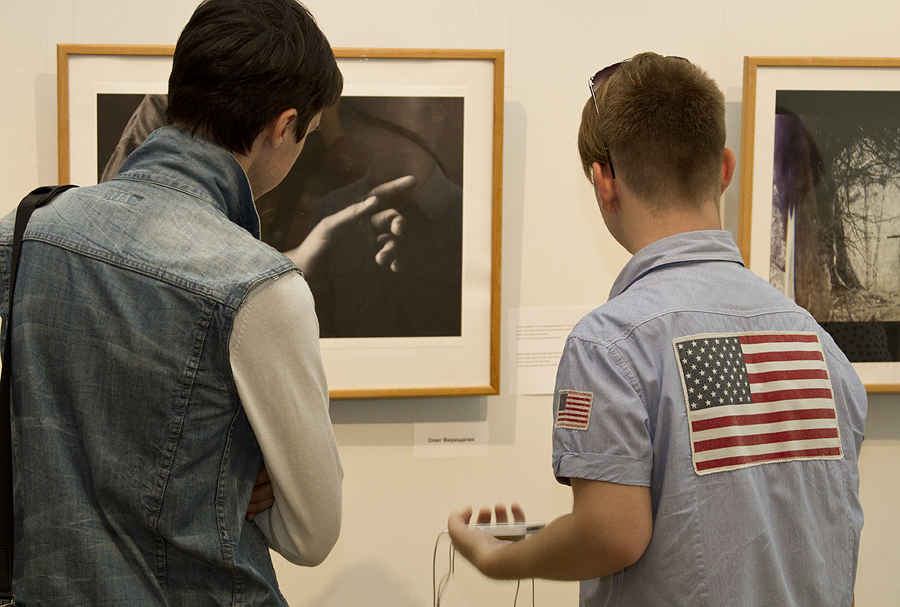
Фотопроект «Интерпретация». 2013 г.

«Интерпретация» — ежегодный совместный проект студентов секции «Творческая фотография» и студентов фотофакультета Школы дизайна Парсонс в Нью-Йорке. Автор идеи и куратор проекта — заведующая Молодёжным центром С. В. Кудрявцева, кураторы и руководители проекта — преподаватели фотографии Игорь Лебедев и Томас Вернер. Студентам каждый год предлагается тема для создания фотоработы, например, «Любовь», «Страх», «Портрет в музее», «Взаимодействие и пространство». Особенностью проекта является вовлечение молодых фотографов в пространство художественного музея: студенты изучают примеры раскрытия темы в искусстве, слушают лекции, делают фотозарисовки на экспозиции музея. Кураторы отбирают лучшие снимке с каждой стороны и организуют совместную выставку в Молодёжном центре Эрмитажа. Показ работ сопровождается дискуссией с участием авторов фотографий и мастер-классами фотографов.

#### «Эрмитаж — Эрмитажники. Неожиданный ракурс»
Во время встреч и бесед с сотрудниками музея студенты знакомятся с особенностями музейной работы, различными сторонами творческой жизни Эрмитажа, что позволяет глубже понять его значение, как центра современной культуры.

#### «VIP-гости Молодёжного образовательного центра»

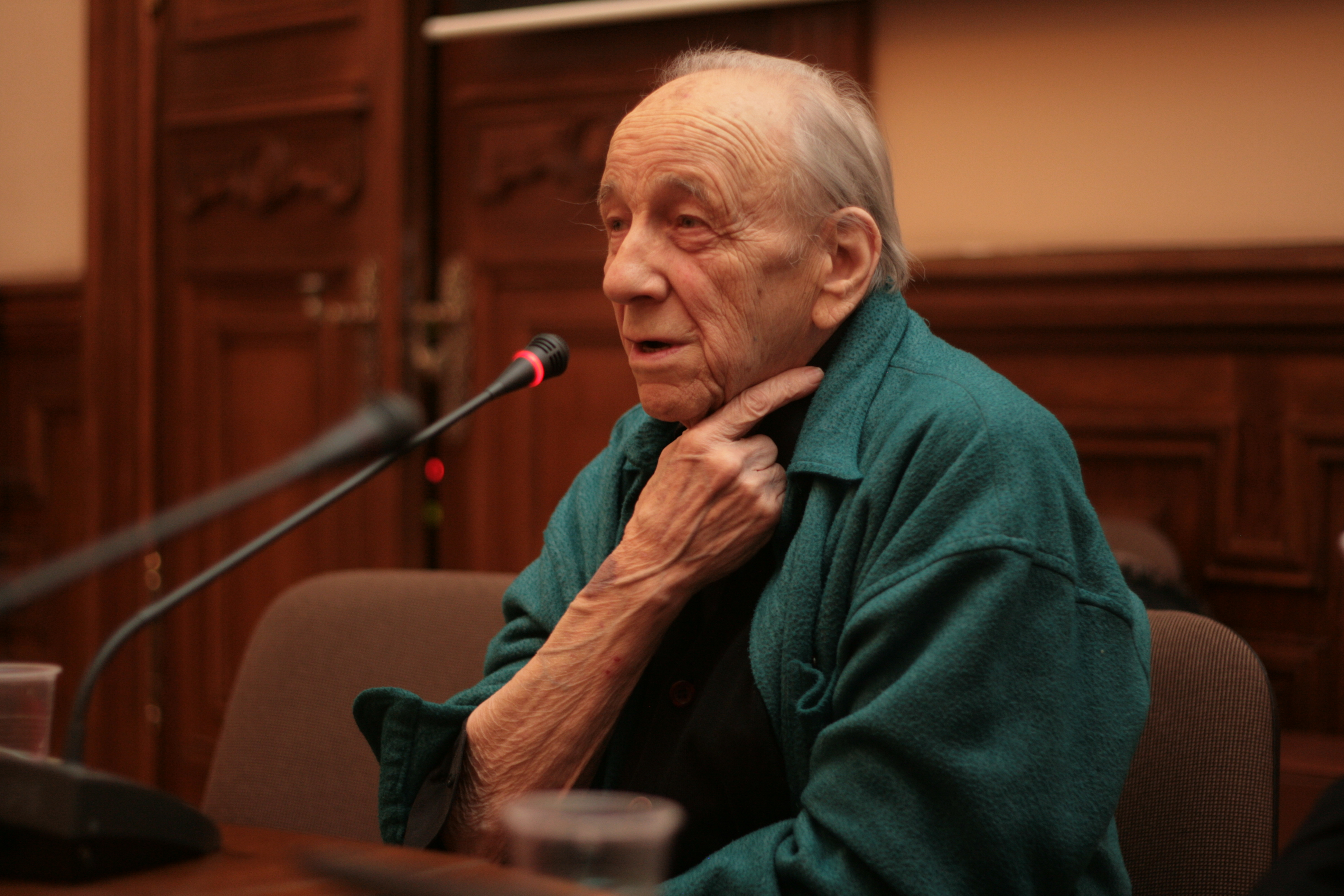
Кирилл Арнштам на встрече со студентами Молодёжного центра

В рамках данной программы студенты имеют возможность познакомиться и пообщаться с известными деятелями культуры, представителями петербургской интеллигенции, кураторами и организаторами выставок, зарубежными специалистами в области искусства, дипломатами, работающими в Петербурге.

## Крупные проекты Молодёжного центра
- «Пока Ингмар не стал Бергманом», 2.06 — 30.06.2005
- Катя Лохер, Сильви Родригес «Love.com», 17.12.2005 — 17.01.2006
- Лекция Дмитрия Булатова «Роботы Haute Couture. Роботехника в современном искусстве», 01.03.2006
- Международный симпозиум по проблемам современного искусства «Музей и арт-рынок», 14.09 — 16.09.2006
- Цикл лекций Жана Ланкри, 09.10 — 13.10.2006
- Леонид Тишков «Сольвейг» и другие инсталляции, 20.12 — 30.12.2006
- Испанская фиеста, 6.04 — 8.04.2007
- Валерий Рабчинский "Мастерская художника, или Опять живопись? ", 12.04 — 22.04.2007
- «Америка сегодня: выбор Чарлза Саачи». Мастер-классы Адама Цвияновича, сэра Нормана Розенталя[англ.], Дмитрия Озеркова, октябрь 2007 г.
- Олег Артюшков «Детство Богов», 28.02 — 9.03.2008
- Марина Алексеева «Черная белка», 28.03 — 6.04.2008
- Мастер-класс «Искусство дизайна», 11.12.2008
- «Вторичная переработка/Recycling», 18.02 — 08.03.2009
- Нина Вержбинская-Рабинович «Вечность», 16.04 — 24.04.2009
- Выставка Рихарда Васми, 5.11. — 7.11.2009
- Мастер-класс Анхеля Орензаца «Скульптура, расколотая временем», 11.12.2009
- Александр Дашевский «Зеркало заднего вида», 11.02 — 14.02.2010
- Лекция Мэгги Хэмблинг, 29.09.2010
- Мастер-класс Александра Райхштейна, 1.12 — 4.12.2011
- Мастер-класс Марины Колдобской «Охота и собирательство», 24.02.2012
- Международный мультимедийный проект «Хранитель времени/Timekeeper», 29.05 — 3.06.2012
- Встреча с художниками Джейком и Диносом Чепменами, 19.10.2012
- Олег Верещагин, фотопроект «Летел и таял», 02.11.2012 — 01.05.2013
- Лекция Жанетты Реболд Бентон «Экстремальная архитектура: устремления и реализация радикальных идей», 21.11.2012
- Киберфест-2012, 23.11 — 28.11.2012
- Серия мастер-классов «Дрова и изящные искусства», 5.12. — 9.12.2012
- Проект «Простые правила», 23.01 — 27.01.2013
- Лекции куратора Дэвида Эллиота[англ.] «Искусство как вирус», 25.01.2013
- «Зимний вечер в Зимнем дворце», 20.02.2013
- Ольга Юргенсон «Фёдоров в Отпуске», 13.03 — 17.03. 2013
- Фотопроект «Достаточно взрослые», 30.03. — 14.04.2013
- Круглый стол «Какой музей нужен современному искусству?», 20.04.2013
- Лекция М. Б. Пиотровского «Острые углы международной музейной политики: жизнь и смерть музея», 27.04.2013
- Лекция А. К. Лепорка «Хэмблинг — Бриттен — Рембрандт», 28.05.2013
- Лекция Яэль Балабан «Процесс творчества, и откуда берутся музы», 15.05.2013